# ريكاردو رومو
ريكاردو رومو (بالإنجليزية: Ricardo Romo) هو منافس ألعاب قوى أمريكي، ولد في 1943.